# 勉宁高速公路
勉县至宁强高速公路，简称勉宁高速，是中国国家高速公路网京昆高速公路（G5）在陕西境内的重要组成路段，也是陕西省“2367”高速公路网六条辐射线之一，全线位于汉中市境内，起于勉县元墩，与西汉高速公路相连，止于宁强县党家梁，与宁棋高速公路连接，全长54.858公里，双向四车道，2001年3月8日开工建设，2003年11月18日建成通车，是陕西省第一条山区高速公路。